# Plopu, Prahova
Plopu (mai vechi, Valea Calului) este satul de reședință al comunei cu același nume din județul Prahova, Muntenia, România.
Așezarea este atestată documentar în 1619.
La sfârșitul secolului al XIX-lea, satul era unul din satele comunei Hârsa din plasa Podgoria a județului Prahova, având 371 de locuitori și o biserică fondată în 1860. Satul a devenit reședința comunei în 1956.